# Mistrovství světa juniorů v orientačním běhu 2021
Juniorské mistrovství světa v orientačním běhu 2021 (Junior World Orienteering Championships 2021) se uskutečnilo ve dnech 5.–10. září 2021 v okolí města Kocaeli, Turecko. Tato prestižní akce přivítala nejlepší juniorské orientační běžce z celého světa, kteří soutěžili v náročných terénech tureckého regionu.

## Program Juniorského mistrovství světa v orientačním běhu 2021
Závody proběhly v různých terénech v okolí Kocaeli, poskytujících rozmanité výzvy pro mladé závodníky.
| Kocaeli Centrum Mistrovství světa juniorů 2021 – KOCAELI, TURECKO | Datum         | Závod                    | Místo konání | Doprovodné akce      |
| ----------------------------------------------------------------- | ------------- | ------------------------ | ------------ | -------------------- |
| Kocaeli Centrum Mistrovství světa juniorů 2021 – KOCAELI, TURECKO | 5. září 2021  | Příjezd, modelové závody | Kocaeli      |                      |
| Kocaeli Centrum Mistrovství světa juniorů 2021 – KOCAELI, TURECKO | 6. září 2021  | Sprint                   | Kocaeli      | Slavnostní zahájení  |
| Kocaeli Centrum Mistrovství světa juniorů 2021 – KOCAELI, TURECKO | 7. září 2021  | Long (klasická trať)     | Kocaeli      |                      |
| Kocaeli Centrum Mistrovství světa juniorů 2021 – KOCAELI, TURECKO | 8. září 2021  | Middle kvalifikace       | Kocaeli      |                      |
| Kocaeli Centrum Mistrovství světa juniorů 2021 – KOCAELI, TURECKO | 9. září 2021  | Middle finále            | Kocaeli      |                      |
| Kocaeli Centrum Mistrovství světa juniorů 2021 – KOCAELI, TURECKO | 10. září 2021 | Štafety                  | Kocaeli      | Slavnostní zakončení |

## Sprint
| Zkrácené výsledky – Sprint                                    | Zkrácené výsledky – Sprint                                    | Zkrácené výsledky – Sprint                                    | Zkrácené výsledky – Sprint                                    | Zkrácené výsledky – Sprint                                   | Zkrácené výsledky – Sprint                                   | Zkrácené výsledky – Sprint                                   | Zkrácené výsledky – Sprint                                   |
| Muži                                                          | Muži                                                          | Muži                                                          | Muži                                                          | Ženy                                                         | Ženy                                                         | Ženy                                                         | Ženy                                                         |
| ------------------------------------------------------------- | ------------------------------------------------------------- | ------------------------------------------------------------- | ------------------------------------------------------------- | ------------------------------------------------------------ | ------------------------------------------------------------ | ------------------------------------------------------------ | ------------------------------------------------------------ |
| - Traťové parametry: 3 540 m, 133 závodníků - Mapa: neuvedeno | - Traťové parametry: 3 540 m, 133 závodníků - Mapa: neuvedeno | - Traťové parametry: 3 540 m, 133 závodníků - Mapa: neuvedeno | - Traťové parametry: 3 540 m, 133 závodníků - Mapa: neuvedeno | - Traťové parametry: 2 950 m, 115 závodnic - Mapa: neuvedeno | - Traťové parametry: 2 950 m, 115 závodnic - Mapa: neuvedeno | - Traťové parametry: 2 950 m, 115 závodnic - Mapa: neuvedeno | - Traťové parametry: 2 950 m, 115 závodnic - Mapa: neuvedeno |
| Umístění                                                      | Jméno                                                         | Čas                                                           | Ztráta                                                        | Umístění                                                     | Jméno                                                        | Čas                                                          | Ztráta                                                       |
| 1                                                             | Francesco Mariani                                             | 15:39                                                         | –                                                             | 1                                                            | Malin Agervig Kristiansson                                   | 14:57                                                        | –                                                            |
| 2                                                             | Touko Seppa                                                   | 15:46                                                         | +0:07                                                         | 2                                                            | Hanna Lundberg                                               | 15:02                                                        | +0:05                                                        |
| 3                                                             | Axel Elmblad                                                  | 15:52                                                         | +0:13                                                         | 3                                                            | Cecile Calandry                                              | 15:05                                                        | +0:08                                                        |
| 4                                                             | Tobias Alstad                                                 | 15:53                                                         | +0:14                                                         | 4                                                            | Caterina Dallera                                             | 15:11                                                        | +0:14                                                        |
| 5                                                             | Quentin Andrieux                                              | 16:01                                                         | +0:22                                                         | 5                                                            | Hedvig Valbjorn Gydesen                                      | 15:14                                                        | +0:17                                                        |
| 6                                                             | Sigurd Paulsen Vie                                            | 16 :03                                                        | +0 :24                                                        | 6                                                            | Ida Haapala                                                  | 15 :15                                                       | +0 :18                                                       |
| 7                                                             | Soren Thrane Odum                                             | 16 :07                                                        | +0 :28                                                        | 7                                                            | Alva Sonesson                                                | 15 :34                                                       | +0 :37                                                       |
| 8                                                             | Pascal Schaerer                                               | 16 :09                                                        | +0 :30                                                        | 8                                                            | Sanna Hotz                                                   | 15 :38                                                       | +0 :41                                                       |

## Middle
| Zkrácené výsledky – Middle Final                             | Zkrácené výsledky – Middle Final                             | Zkrácené výsledky – Middle Final                             | Zkrácené výsledky – Middle Final                             | Zkrácené výsledky – Middle Final                            | Zkrácené výsledky – Middle Final                            | Zkrácené výsledky – Middle Final                            | Zkrácené výsledky – Middle Final                            |
| Muži                                                         | Muži                                                         | Muži                                                         | Muži                                                         | Ženy                                                        | Ženy                                                        | Ženy                                                        | Ženy                                                        |
| ------------------------------------------------------------ | ------------------------------------------------------------ | ------------------------------------------------------------ | ------------------------------------------------------------ | ----------------------------------------------------------- | ----------------------------------------------------------- | ----------------------------------------------------------- | ----------------------------------------------------------- |
| - Traťové parametry: 4 170 m, 60 závodníků - Mapa: neuvedeno | - Traťové parametry: 4 170 m, 60 závodníků - Mapa: neuvedeno | - Traťové parametry: 4 170 m, 60 závodníků - Mapa: neuvedeno | - Traťové parametry: 4 170 m, 60 závodníků - Mapa: neuvedeno | - Traťové parametry: 3 540 m, 61 závodnic - Mapa: neuvedeno | - Traťové parametry: 3 540 m, 61 závodnic - Mapa: neuvedeno | - Traťové parametry: 3 540 m, 61 závodnic - Mapa: neuvedeno | - Traťové parametry: 3 540 m, 61 závodnic - Mapa: neuvedeno |
| Umístění                                                     | Jméno                                                        | Čas                                                          | Ztráta                                                       | Umístění                                                    | Jméno                                                       | Čas                                                         | Ztráta                                                      |
| 1                                                            | Axel Elmblad                                                 | 25:02                                                        | –                                                            | 1                                                           | Hanna Lundberg                                              | 26:25                                                       | –                                                           |
| 2                                                            | Viktor Svensk                                                | 27:15                                                        | +2:13                                                        | 2                                                           | Lilly Graber                                                | 28:07                                                       | +1:42                                                       |
| 3                                                            | Ferenc Jonas                                                 | 27:35                                                        | +2:33                                                        | 3                                                           | Tilda Ostberg                                               | 28:10                                                       | +1:45                                                       |
| 4                                                            | Julien Vuitton                                               | 27:40                                                        | +2:38                                                        | 4                                                           | Corina Hueni                                                | 28:19                                                       | +1:54                                                       |
| 5                                                            | Touko Seppa                                                  | 27:56                                                        | +2:54                                                        | 5                                                           | Viktoria Mag                                                | 28:22                                                       | +1:57                                                       |
| 6                                                            | Mark Tutynin                                                 | 27 :59                                                       | +2 :57                                                       | 6                                                           | Pia Young Vik                                               | 28 :27                                                      | +2 :02                                                      |
| 7                                                            | Zoltan Bujdoso                                               | 28 :10                                                       | +3 :08                                                       | 7                                                           | Jenny Baklid                                                | 28 :33                                                      | +2 :08                                                      |
| 8                                                            | Mikhail Beliakov                                             | 28 :49                                                       | +3 :47                                                       | 8                                                           | Cecile Calandry                                             | 28 :54                                                      | +2 :29                                                      |

## Long
| Zkrácené výsledky – Long Distance                              | Zkrácené výsledky – Long Distance                              | Zkrácené výsledky – Long Distance                              | Zkrácené výsledky – Long Distance                              | Zkrácené výsledky – Long Distance                            | Zkrácené výsledky – Long Distance                            | Zkrácené výsledky – Long Distance                            | Zkrácené výsledky – Long Distance                            |
| Muži                                                           | Muži                                                           | Muži                                                           | Muži                                                           | Ženy                                                         | Ženy                                                         | Ženy                                                         | Ženy                                                         |
| -------------------------------------------------------------- | -------------------------------------------------------------- | -------------------------------------------------------------- | -------------------------------------------------------------- | ------------------------------------------------------------ | ------------------------------------------------------------ | ------------------------------------------------------------ | ------------------------------------------------------------ |
| - Traťové parametry: 11 050 m, 133 závodníků - Mapa: neuvedeno | - Traťové parametry: 11 050 m, 133 závodníků - Mapa: neuvedeno | - Traťové parametry: 11 050 m, 133 závodníků - Mapa: neuvedeno | - Traťové parametry: 11 050 m, 133 závodníků - Mapa: neuvedeno | - Traťové parametry: 7 040 m, 115 závodnic - Mapa: neuvedeno | - Traťové parametry: 7 040 m, 115 závodnic - Mapa: neuvedeno | - Traťové parametry: 7 040 m, 115 závodnic - Mapa: neuvedeno | - Traťové parametry: 7 040 m, 115 závodnic - Mapa: neuvedeno |
| Umístění                                                       | Jméno                                                          | Čas                                                            | Ztráta                                                         | Umístění                                                     | Jméno                                                        | Čas                                                          | Ztráta                                                       |
| 1                                                              | Basile Basset                                                  | 1:08:57                                                        | –                                                              | 1                                                            | Lilly Graber                                                 | 52:59                                                        | –                                                            |
| 2                                                              | Soren Thrane Odum                                              | 1:09:04                                                        | +0:07                                                          | 2                                                            | Lucie Semikova                                               | 53:47                                                        | +0:48                                                        |
| 3                                                              | Ferenc Jonas                                                   | 1:11:46                                                        | +2:49                                                          | 3                                                            | Viktoria Mag                                                 | 54:25                                                        | +1:26                                                        |
| 4                                                              | Ilian Angeli                                                   | 1:12:23                                                        | +3:26                                                          | 4                                                            | Petrina Costermans                                           | 54:30                                                        | +1:31                                                        |
| 5                                                              | Antoine Becaert                                                | 1:12:29                                                        | +3:32                                                          | 5                                                            | Pia Young Vik                                                | 54:58                                                        | +1:59                                                        |
| 6                                                              | Isak Jonsson                                                   | 1 :12 :53                                                      | +3 :56                                                         | 6                                                            | Hanna Lundberg                                               | 55 :39                                                       | +2 :40                                                       |
| 7                                                              | Zoltan Bujdoso                                                 | 1 :12 :55                                                      | +3 :58                                                         | 7                                                            | Marketa Mulickova                                            | 55 :43                                                       | +2 :44                                                       |
| 8                                                              | Dmitrii Stepanov                                               | 1 :13 :09                                                      | +4 :12                                                         | 8                                                            | Tilda Ostberg                                                | 55 :51                                                       | +2 :52                                                       |

## Štafety
| Zkrácené výsledky – Štafety                                  | Zkrácené výsledky – Štafety                                               | Zkrácené výsledky – Štafety                                  | Zkrácené výsledky – Štafety                                  | Zkrácené výsledky – Štafety                                  | Zkrácené výsledky – Štafety                                             | Zkrácené výsledky – Štafety                                  | Zkrácené výsledky – Štafety                                  |
| Muži                                                         | Muži                                                                      | Muži                                                         | Muži                                                         | Ženy                                                         | Ženy                                                                    | Ženy                                                         | Ženy                                                         |
| ------------------------------------------------------------ | ------------------------------------------------------------------------- | ------------------------------------------------------------ | ------------------------------------------------------------ | ------------------------------------------------------------ | ----------------------------------------------------------------------- | ------------------------------------------------------------ | ------------------------------------------------------------ |
| - Traťové parametry: neuvedeno - Mapa: neuvedeno - 42 štafet | - Traťové parametry: neuvedeno - Mapa: neuvedeno - 42 štafet              | - Traťové parametry: neuvedeno - Mapa: neuvedeno - 42 štafet | - Traťové parametry: neuvedeno - Mapa: neuvedeno - 42 štafet | - Traťové parametry: neuvedeno - Mapa: neuvedeno - 35 štafet | - Traťové parametry: neuvedeno - Mapa: neuvedeno - 35 štafet            | - Traťové parametry: neuvedeno - Mapa: neuvedeno - 35 štafet | - Traťové parametry: neuvedeno - Mapa: neuvedeno - 35 štafet |
| Umístění                                                     | Tým a závodníci (Muži)                                                    | Čas (Muži)                                                   | Ztráta                                                       | Umístění                                                     | Tým a závodnice (Ženy)                                                  | Čas (Ženy)                                                   | Ztráta                                                       |
| 1                                                            | Švédsko 1 (Noel Braun, Viktor Svensk, Axel Elmblad)                       | 1:44:14                                                      | –                                                            | 1                                                            | Švédsko 1 (Tilda Ostberg, Petrina Costermans, Hanna Lundberg)           | 1:36:57                                                      | –                                                            |
| 2                                                            | Maďarsko 1 (Peter Nagy, Zoltan Bujdoso, Ferenc Jonas)                     | 1:45:51                                                      | +1:37                                                        | 2                                                            | Maďarsko 1 (Boglarka Czako, Viktoria Mag, Csilla Gardonyi)              | 1:39:16                                                      | +2:19                                                        |
| 3                                                            | Švýcarsko 1 (Pascal Schmid, Pascal Schaerer, Florian Freuler)             | 1:47:06                                                      | +2:52                                                        | 3                                                            | Česko 1 (Michaela Dittrichova, Lucie Semikova, Marketa Mulickova)       | 1:40:49                                                      | +3:52                                                        |
| 4                                                            | Norsko 1 (Tobias Alstad, Kornelius Kriszat Lovfad, Isak Jonsson)          | 1:48:10                                                      | +3:56                                                        | 4                                                            | Finsko 1 (Maria Maatanen, Salla Isoherranen, Ida Haapala)               | 1:42:01                                                      | +5:04                                                        |
| 5                                                            | Rusko 1 (Dmitrii Stepanov, Ilya Malygin, Mark Tutynin)                    | 1:48:11                                                      | +3:57                                                        | 5                                                            | Švýcarsko 1 (Corina Hueni, Sanna Hotz, Lilly Graber)                    | 1:42:19                                                      | +5:22                                                        |
| 6                                                            | Dánsko 1(Linus Agervig Kristiansson ,Jacob Steinthal ,Soren Thrane Odum ) | 1 :49 :52                                                    | +5 :38                                                       | 6                                                            | Francie 1(Lucie Lataste ,Cecile Calandry ,Perrine Toussaint )           | 1 :42 :31                                                    | +5 :34                                                       |
| 7                                                            | Česko 1(Jakub Chaloupsky ,Jan Gajda ,Lukas Richtr )                       | 1 :50 :30                                                    | +6 :16                                                       | 7                                                            | Norsko 1(Kristin Melby Jacobsen ,Jenny Baklid ,Pia Young Vik )          | 1 :42 :46                                                    | +5 :49                                                       |
| 8                                                            | Slovensko 1(Daniel Pompura ,Medard Feder ,Adam Jonas )                    | 1 :50 :46                                                    | +6 :32                                                       | 8                                                            | Rusko 2(Anastasiya Kurova ,Viktoria Bolotnikova ,Anastasiia Beliakova ) | 1 :42 :53                                                    | +5 :56                                                       |